# Cuisine galloise

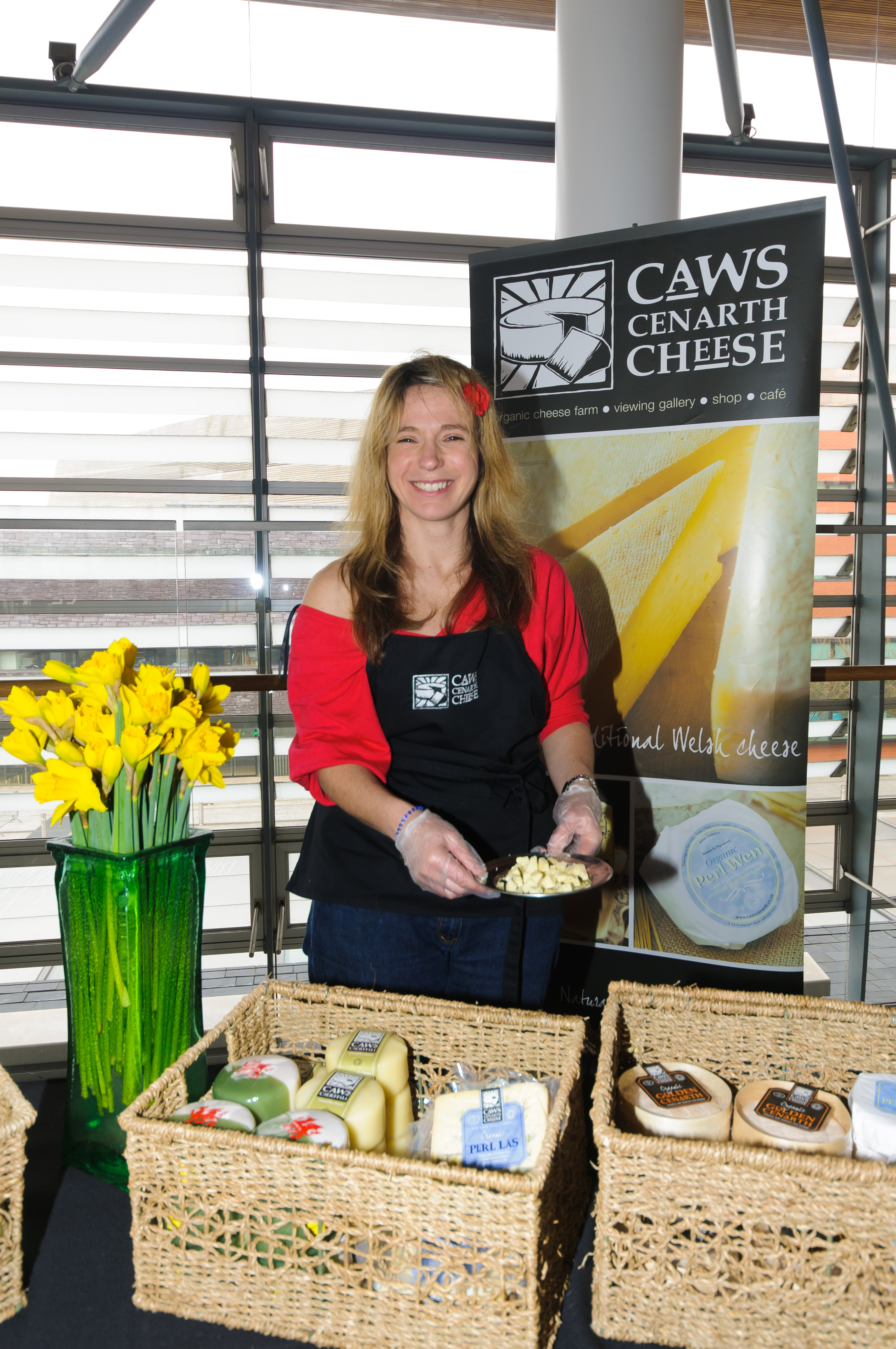
Exposition de fromages gallois.

La cuisine galloise est la cuisine du pays de Galles. La cuisine galloise a influencé et fut influencée par les autres cuisines britanniques. Bien que le bœuf et des cheptels laitiers soient élevés en grand nombre particulièrement dans le Carmarthenshire et le Pembrokeshire, le pays de Galles est plus connu pour ses moutons et l'agneau est ainsi la viande traditionnellement liée à la cuisine galloise.

## Plats typiques
- Le bara brith, sorte de cake aux raisins de Corinthe
- Le cawl, un ragoût à base d'agneau et de poireaux
- Les bucardes, ou coques, sont très populaires et traditionnellement cuites à la vapeur
- Les crempog, sortes de pancakes
- Les faggots, boulettes de viande de porc
- Les Glamorgan sausage (saucisse de Glamorgan) sont des bâtonnets de fromage pané ayant la forme d'une saucisse
- Les laverbread, algue qu'utilisent les Gallois pour la préparation de certains plats
- Les welsh cakes ou gâteaux gallois, des petits gâteaux
- Le lob Scows, un ragoût populaire dans certaines régions
- Le welsh rarebit, un plat constitué de fromage fondu gratiné sur une tranche de pain
- Le Clark's pie, une célèbre tourte originaire de Cardiff
- La soupe de poireaux
- les tatws pum munud, ragoût de pommes de terre au lard fumé.

## Fromages
Divers fromages sont produits au pays de Galles. On trouve par exemple le Caerphilly, le Y Fenni, le Hen-Sir, le Llanboidy, le red devil et une variété particulièrement forte de cheddar, le Black Bomber.

## Bières et vins
Il existe un certain nombre de bières galloises et plus de 20 vignobles dans le pays. La plupart des vignes sont apparues dans les années 1970.